# Lighthouse Family
A Lighthouse Family angol popzenei duó, melyet két tag alkot: Tunde Baiyewu és Paul Tucker. 1993-ban alakultak meg Newcastle upon Tyne-ban. A popzenén kívül jelen vannak a rhythm and blues, illetve easy listening műfajokban is. Pályafutásuk során három nagylemezt dobtak piacra. Legismertebb daluk a "High", amelyet a magyar rádióadók is többször játszottak, illetve a Westel reklámjaiban is hallható volt. A zenekar 2022-ben feloszlott.

## Diszkográfia
- Ocean Drive (1995)
- Postcards from Heaven (1997)
- Whatever Gets You Through the Day (2001)
- Blue Sky in Your Head (2019)